# Del af en ring
Del af en ring er navnet på Gnags' andet studiealbum, udgivet i 1975. Det er Gnags' første udgivelse på eget pladeselskab, Genlyd Grammofon, samt den første Gnags-plade med Per Chr. Frost.
Det første album, På vej (1973), blev indspillet i Rosenberg-studiet i København og udsendt af selskabet Magnet, som var ledet af Johnny Reimar og hørte under Philips. Del af en ring blev indspillet i 1974, igen i Rosenberg-studiet med Freddy Hansson som tekniker, dog var to af sangene, "Det er så svært at forstå" og "Det er sommer nu", indspillet i et andet studie, Quali Sound. Denne gang var Magnet ikke interesserede i at udgive pladen. Gnags endte derfor med i stedet at etablere deres eget pladeselskab, Genlyd Grammofon, på hvilket Del af en ring blev den første udgivelse i 1975.
Musikalsk kan pladen karakteriseres som mere enkel og rocket end debutalbummet På vej. Ifølge Peter Deleuran og Jan Knus er arrangementerne desuden mere straighte, selvom trommerne betegnes som tilbagetrukne. Om teksterne skriver Deleuran og Knus samme sted, at de "fremstår mindre patetiske" end på debuten, men at de stadig dannes "fra kæmpehøjens top klædt i abstraktioner og store ord".

## Numre

### Side 1
1. "Kom/sammen/sang" (3:36)
2. "Helt uden ord" (2:00)
3. "Det er så svært at forstå" (5:00)
4. "Tiderne skifter" (4:00)
5. "Det er sommer nu" (5:38)

### Side 2
1. "Sid ned vær med" (3:38)
2. "Se søster se" (4:19)
3. "Den røde tråd" (4:34)
4. "Alt for meget / alt for tit" (3:58)
5. "Som et sidste farvel" (3:58)